# Friedrich II. von Schaesberg
Friedrich II. von Schaesberg († 21. Juni 1619) war das Oberhaupt des niederrheinischen Adelsgeschlechtes von Schaesberg.

## Leben
Er heiratete 1592 Maria von Binsfeld, Tochter des jülich-bergischen Marschalls und Rates Heinrich von Binsfeld zu Stammbach. Aus der Ehe gingen die Kinder Johann Friedrich und Elisabeth hervor. Johann Friedrich führte die Stammlinie fort. In dem Ehevertrag wurde vermerkt, dass Maria von Binsfeld Anspruch auf eine Summe von 6.000 Goldgulden aus dem Familienerbe der Binsfeld hat. Dieses Geld kam nie zur Auszahlung. Anstatt dessen erhielten die Eheleute aus dem Erbe der Binsfeld das 80 Hektar umfassende Gut Benzenrade und das 58,5 Hektar große Gut Keverberg, beide in der Nähe von Heerlen. Durch diese und weiter Besitzzuwächse konnte Schaesberg sein Gebiet arrondieren und sich Herr zu Schaesberg nennen.
Friedrich verstarb am 21. Juni 1619.